# Contar con los dedos

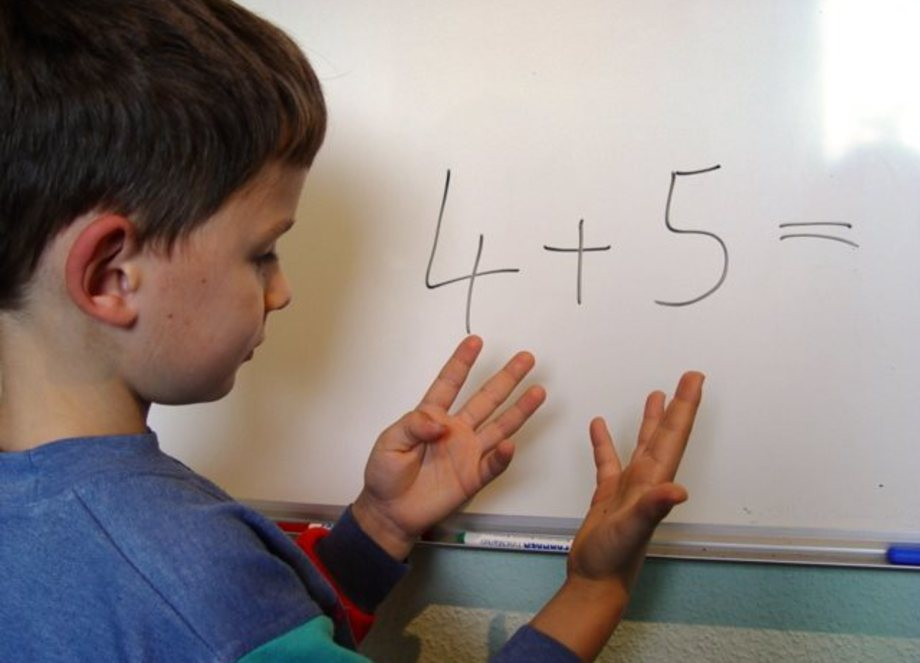
Un niño haciendo una suma usando sus dedos.

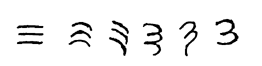
Evolución del número 3 desde la India a la numeración arábiga

Contar con los dedos es seguramente el modo de contar más antiguo y es muy probable que ya fuera utilizado en la prehistoria. Está en el origen de la forma de los signos en la mayoría de los sistemas de numeración; pero, lógicamente, es mucho más fácil de ver con claridad en los más antiguos que en los más modernos. 
Con los dedos de las manos se puede llegar a contar hasta 1024, usando el sistema binario.

## Diversas formas

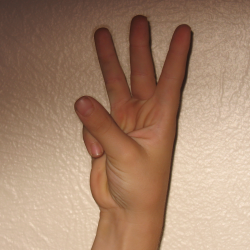
Una de las formas de indicar el número 3 con los dedos

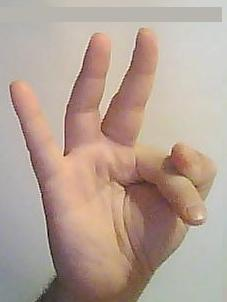
Forma china de indicar el número 3

Aunque el cálculo con los dedos parece casi instintivo en la especie humana (un dedo puede simbolizar, diríase metaforizar mímicamente a un objeto cualquiera), se notan algunos métodos particularmente interesantes:
- Los números romanos parecen haber surgido como un esbozo de cálculo posicional (aunque nunca se llegó a la perfección del cálculo manual chino); en efecto el origen del signo I parece derivar de cada dedo por separado, en tanto que el origen del signo numeral V (equivalente al 5 "arábigo") derivaría de la posición conjunta del pulgar y del índice, de este modo la numeración romana con cálculos digitales posicionales, por combinatoria da la posibilidad de representar diversos números: I=1, V=5, IV=4, VI=6 etc. Luego se añadieron signos que no correspondían a la representación de los dedos sino (basándose en la forma de numeración griega) a letras (X,C,D,L,M)— en el caso de la X (=10) sin embargo se puede suponer la superposición mímica de dos V (V + Λ). En todo caso el término dígito etimológicamente deriva de la palabra latina que corresponde a la española dedo (de la mano) y habría dado lugar al nombre del número 10, como que diez son los dígitos (originalmente los dedos de las manos) aquí se puede notar que los sistemas decimales se basan originariamente en el módulo 10 correspondiente a los diez dedos de las manos.
- También es posible contar con los dedos en el sistema duodecimal. Suele hacerse con las falanges, por ejemplo:

1. el pulgar sobre la primera falange del dedo índice.
2. el pulgar sobre la segunda falange del dedo índice.
3. el pulgar sobre la tercera falange del dedo índice.
4. el pulgar sobre la primera falange del dedo corazón.

Y así sucesivamente hasta llegar a 12: el pulgar sobre la tercera falange del dedo meñique.
- Varias culturas (por ejemplo la maya) han recurrido a los dedos de manos y pies, esto parece haber dado origen a los sistemas de numeración vigesimal, es decir la basada en módulos de 20.

- En el Extremo Oriente, particularmente en China se ha desarrollado una elaborada técnica o metodología de cuenta con los dedos de la mano. Esta utiliza los dedos en forma de cálculo posicional, semejante al uso de las cuentas de un ábaco, permitiendo realizar mensajes precisos de forma sencilla y veloz.